# Albert Helmanbrug
De Albert Helmanbrug (brug 1231) is een bouwkundig kunstwerk in Amsterdam-Zuidoost. De brug vormt de verbinding tussen het Anton de Komplein en het Nelson Mandelapark. Direct ten zuiden van de brug staat het beeld van Steve van Dorpel gemaakt door Nelson Carrilho. Daar is tevens het start- en eindpunt van een 2,1 km lang trimparcours door het park.

## Brug 1161
Deze brug begon echter in 1969 als brug 1161. Die brug, ook al alleen voor voetgangers en fietsers, werd ontworpen door Dirk Sterenberg van de Dienst der Publieke Werken. Ze werd gebouwd in het Reigersbospad richting Bijlmerpark. De meer dan 25 meter lange brug was er een uit een grote serie bruggen die Sterenberg voor Amsterdam-Zuidoost ontwierp te herkennen aan de specifieke leuningen (met nummerplaatje in de leuningen) en gaten in de borstweringen. Sterenbergs handtekening is ook te vinden in de uitstekend brugjuk op de brugpijlers die een lantaarnpaal moest dragen. Tientallen van die bruggen liggen verspreid over de wijk, ook in 2020.

## Brug 1231
Begin 21e eeuw vond Stadsdeel Amsterdam-Zuidoost dat het Bijlmerpark aan vernieuwing toe was. Plannen werden gemaakt om uiteindelijk in de periode 2009-2010 tot uitvoer te worden gebracht onder ontwerp van Mecanoo. Het park kreeg een betere overzichtelijkheid en er kwam een eenheid in toegangen en bruggen in het park. Dat betekende dat de creatie van Sterenberg gesloopt werd en vervangen werd door een nieuwe brug. Ze kreeg daarbij (in tegenstelling tot andere bruggen in de stad) een nieuw brugnummer. Ook deze brug werd alleen toegankelijk voor voetgangers en fietsers. Deze brug kreeg balustrades mee die opgevuld werden door lintmotieven. In datzelfde motief is de tekst verwerkt “entree markt”.

## Naamgeving
De bruggen ging naamloos, dat wil zeggen alleen met brugnummer, door het leven. Op 21 augustus 2018 besloot de gemeente Amsterdam de brug 1231 te vernoemen naar Albert Helman in een pakketje met de Boy Edgarbrug en George Madurobrug.  

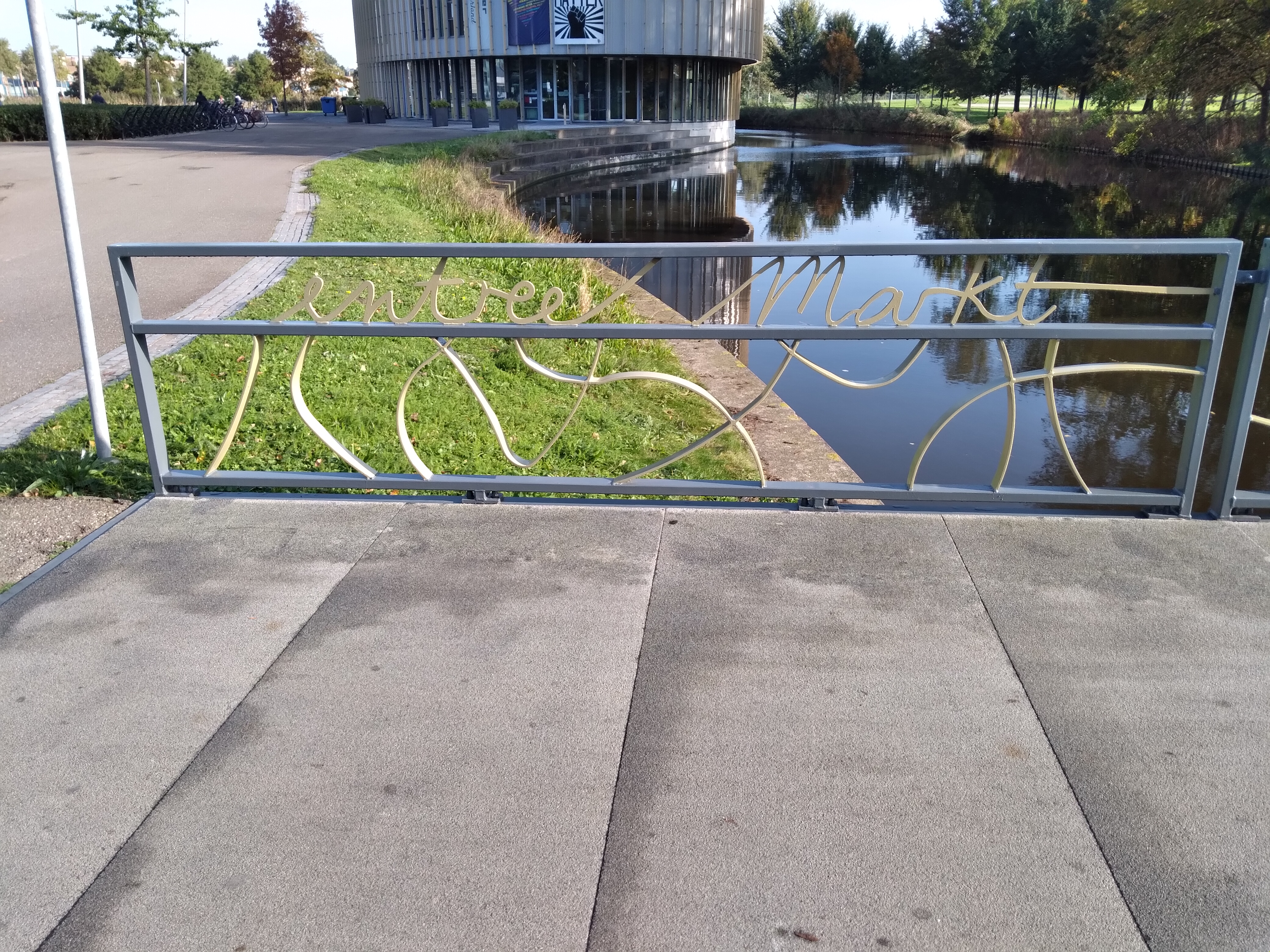
Lintmotief en tekst (oktober 2020)

<<< · 1201 · 1207 · 1208 · 1209 · 1210 · 1211 · 1212 · 1213 · 1216 · 1217 · 1218 · 1219 · 1220 · 1221 · 1223 · 1224 · 1230 · 1231 · 1246 · 1259 · 1260 · 1261 · 1263 · 1264 · 1265 · 1266 · 1267 · 1268 · 1269 · 1270 · >>>
Brugnummers 1200, brug 1202 (Ouder-Amstel), 1203-1206, 1214, 1215, 1222, 1225-1229, 1232-1245, 1247-1258, 1262 en 1271-1299 zijn niet (meer) in gebruik.